# Edita Broglio
Edita Broglio, nata Edita Walterowna von Zur Muehlen (Smiltene, 26 novembre 1886 – Roma, 19 gennaio 1977), è stata una pittrice lettone appartenente al movimento del realismo magico, di cui fu una delle personalità chiave in Italia.

## Biografia
Edita Walterowna von Zur Muehlen nacque il 26 novembre 1886, nel villaggio di Smiltene a nord-est di Riga ·  Dal 1908 al 1910 studiò all'Accademia d'Arte di Königsberg nella Prussia orientale. In seguito frequentò lo studio di Ol'ga Resnevič Signorelli, che la presentò a Melli, Spadini, Ferrazzi e altri importanti pittori della Scuola Romana..
Edita Broglio lasciò la natia Lettonia qualche anno dopo la Domenica di Sangue del 1905, che aveva reso l'Impero russo pericoloso per tutti coloro le cui famiglie avevano beneficiato dei favori degli zar.
La giovane artista si trasferì a Roma, ove fondò il movimento del Ritorno all'ordine e la rivista di critica d'arte Valori Plastici, pubblicazione influente, pubblicata in italiano e in francese, che lanciò il dibattito che oppose gli avanguardisti ai principi figurativi tradizionali.. Ella ricevette allora finanziamenti dalla Banca d'Italia e collaborò con suo marito Mario e altri artisti, fra cui Carrà e De Chirico.
Negli anni 1930, espose i suoi primi quadri ispirati dall'avanguardia russa. Dopo la Seconda guerra mondiale, l'artista ebbe delle occasioni più regolari per presentare le sue opere, che furono esposte fra l'altro alla Galleria Gian Ferrari di Milano nel 1953, alla Galleria Obelisco di Roma nel 1956 e alla Galleria Il Vantaggio di Roma nel 1957. I suoi quadri sono presenti anche alla retrospettiva della Scuola romana della Quadriennale del 1959, nonché alla mostra fiorentina di Ragghianti del 1966.
Uno dei suoi quadri più celebri è il Progetto per «Le Villeggianti» venduto nel 2019 da Bertolami a Roma.
Nel 1948, dopo la morte del marito Mario, Edita si trasferì in Toscana a San Michele Moriano, ove condusse una vita ritirata, dedicandosi principalmente alla sua fattoria. Ciò nonostante, rimase in contatto con gli amici e colleghi di Roma per mantenere in vita la rivista Valori Plastici: per tutta la vita Edita Broglio lottò perché Valori Plastici non fosse considerata una rivista reazionaria.
A partire dal 1974, nonostante l'età avanzata, Edita Broglio mise in ordine gli archivi di Valori Plastici. Per questo compito, si faceva aiutare dal giovane poeta, Giorgio de Canino. Diede anche inizio alle pratiche per creare una fondazione in memoria di suo marito, ma il progetto della fondazione fallì in seguito a un furto nel suo appartamento, che la privò dei dipinti con i quali avrebbe voluto finanziare il progetto.
Morì a Roma nel 1977. Tutti i suoi quadri e i suoi disegni furono venduti all'asta, il cui incasso fu destinato alla fondazione Brera di Milano.
Nel 1991, la Cassa di Risparmio di Macerata e la città di Macerata organizzarono una mostra dedicata a Edita Broglio.